# Charalampe de Magnésie
Charalampe de Magnésie ou saint Charalampos (en grec : Άγιος Χαράλαμπος) est un prêtre puis un évêque chrétien à Magnésie en Asie Mineure, hiéromartyr au début du IIIe siècle, et commémoré le 10 février. Il est considéré comme le plus âgé des martyrs chrétiens.

## Éléments biographiques
Concernant son nom, on trouve aussi les graphies Charalambos, Haralampus, Haralampos, Haralabos ou Haralambos. Comme pour la plupart des nombreuses victimes de la politique anti-chrétienne dans l'Empire romain, on ne sait presque rien de sa vie avant son arrestation, sinon qu'il était prêtre puis évêque au IIe siècle à Magnésie du Méandre, ville d'Asie Mineure située près d'Éphèse. Ancien siège épiscopal de la province romaine d'Asie, son diocèse éponyme faisait partie du patriarcat de Constantinople.
Fervent propagateur de la foi, Charalampe devint embarrassant pour certains païens, et il fut dénoncé au gouverneur du district qui le livra au commandant militaire. Refusant de sacrifier aux idoles, il fut torturé durement (en particulier la peau arrachée par des crochets) et périt le 10 février 202 par décision de l'empereur Septime Sévère de séjour à Antioche. Il fut martyr à l'âge de 107 ans.
Au moment de sa décapitation finale, la main du bourreau fut empêchée d’agir et Charalampe demanda à Dieu que ses reliques protègent les lieux et les personnes qui viendraient auprès d'elles, que les grâces accordées par les prières qui lui seraient adressées protègent principalement de la famine et de la maladie, ainsi que les animaux qui servent les hommes à se nourrir. À ces mots, ses deux bourreaux, Porphyre et Daucte (ou Baptos), se rallièrent à lui et au Christ, ainsi que trois femmes de l'assistance. Tous moururent martyrisés. Après l’exécution, de nombreux témoins se convertirent, en particulier la fille de l'empereur, Galène, qui s'occupa du corps du vieux saint martyr avec sollicitude.
L'étymologie grecque de son nom signifie « grâce lumineuse » ou « rayonnement de joie », de chara : joie et lampo : briller.

## Mémoire et vénération

### En Grèce
Il est très vénéré en Grèce où de nombreux hommes portent son nom. Il est classé parmi les 36 prénoms masculins les plus utilisés. Son nom s'est largement répandu au milieu du XVIIe siècle quand il a été prié comme protecteur de la peste qui sévissait à cette époque dans toute la Grèce, en particulier dans les ports à fort trafic.
L'Église orthodoxe l'honore aussi le 10 février, mais le fait plutôt mourir à l'âge de 113 ans.
Kondakion (ton 8) :

« Ayant mérité la grâce du sacerdoce, 
tu as orné l'Église lumineusement 
de la sainte passion que tu as soufferte, 
plein d'allégresse et de courage, pour le Christ, 
illustre Charalampe, 
invincible lutteur et précieux luminaire éclairant le monde entier. »

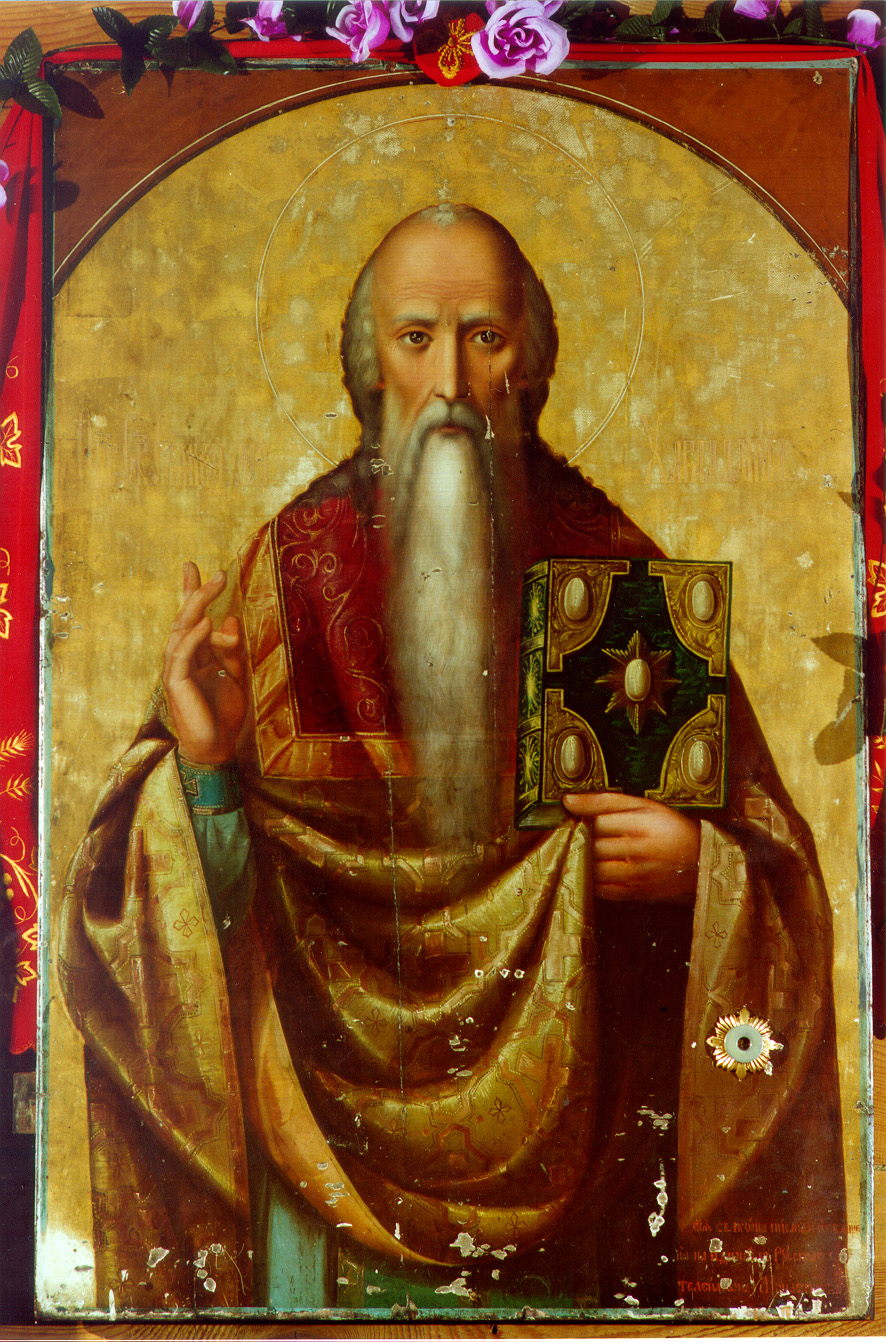
Icône avec des particules de reliques, peinte sur le mont Athos au XIX, église Au-nom-de-Tous-les-Saints, Oulianovsk, Russie.

Son crâne  est conservé dans l'église (kaholikon) Saint-Charalambos du monastère Saint Étienne (Agios Stefanos) des Météores. Il est situé dans le chœur sous un ciborium de marbre et conservé dans une châsse à laquelle sont attribués maints miracles. Ainsi avait-on coutume en période d'épidémie de peste de la conduire en procession à travers la région pour arrêter le fléau. Sa main gauche est conservée au monastère de Méga Spílaion. Le reste de ses ossements a été dispersé dans de nombreuses églises à travers les différents pays et lieux de culte grec-orthodoxes, avec de nombreux miracles qui leur sont attribués.
Il est, dans l'iconographie byzantine, représenté en vêtements sacerdotaux, tenant l'Évangile ou la Bible à la main.

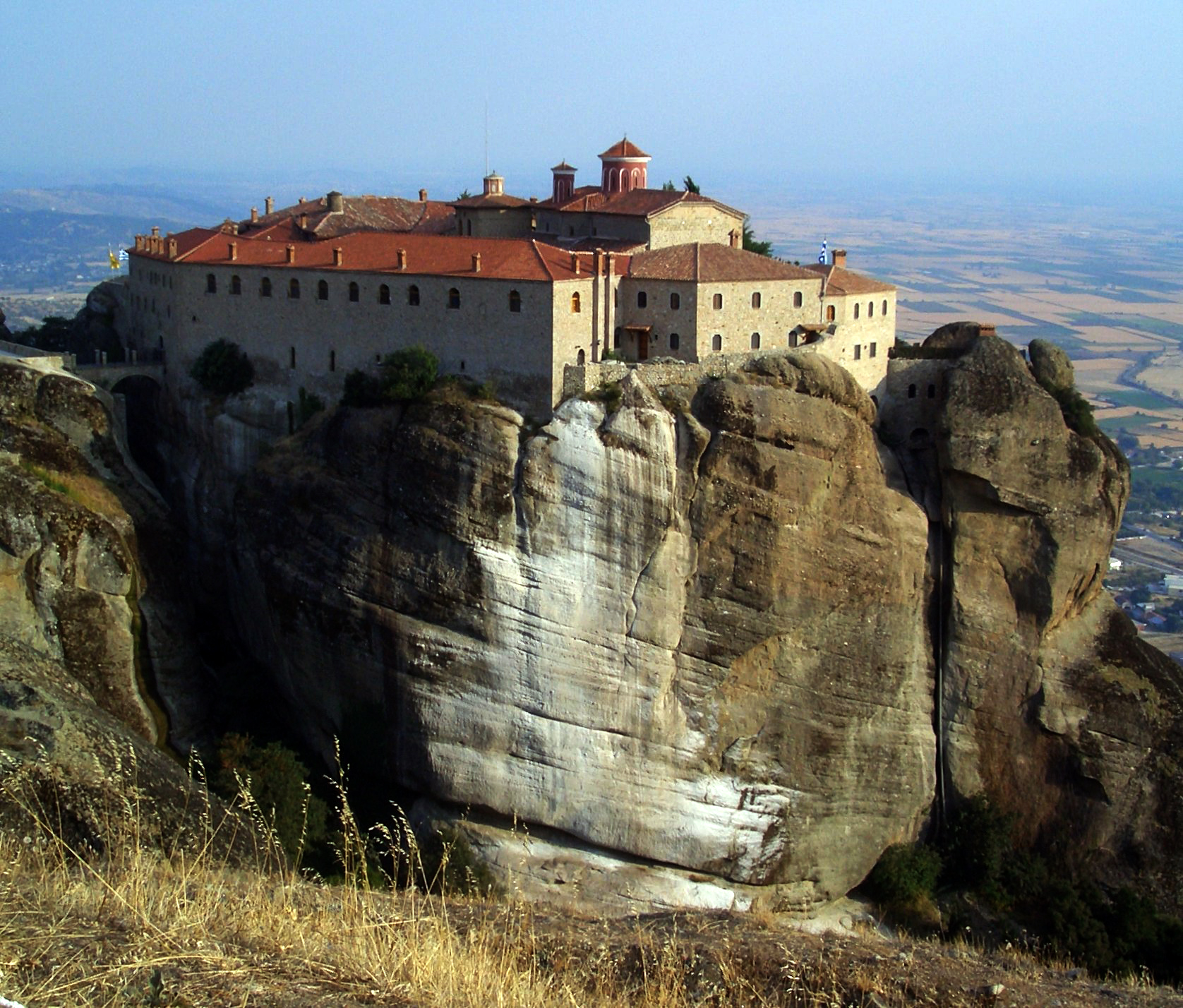
Le monastère Agios Stefanos.
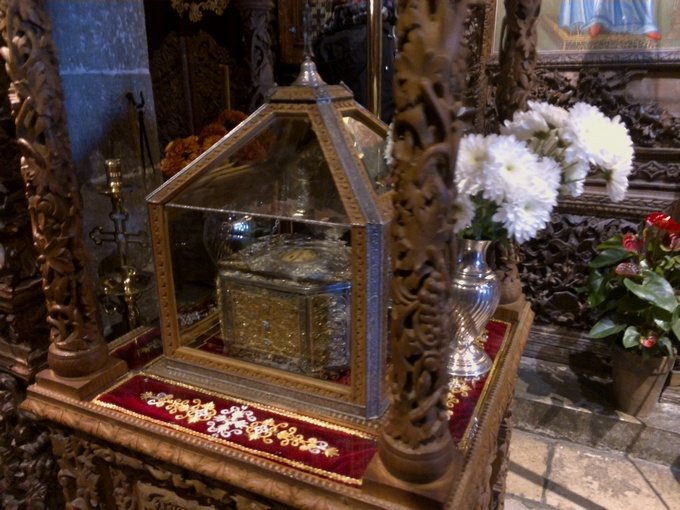
Relique du crâne de saint Charalampe, église du monastère Agios Stefanos.
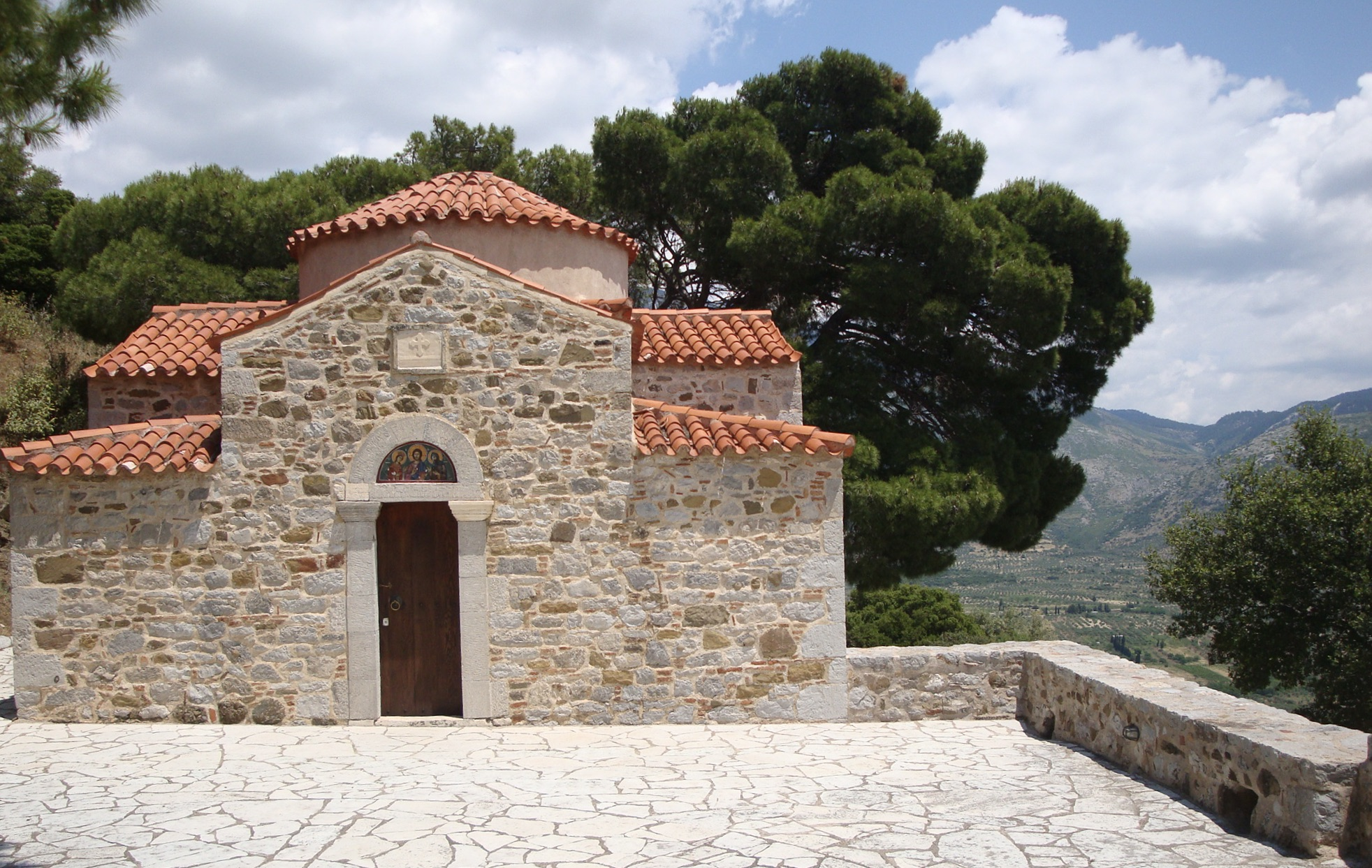
Chapelle Saint Charalampe au monastère d'Osios Loukas.
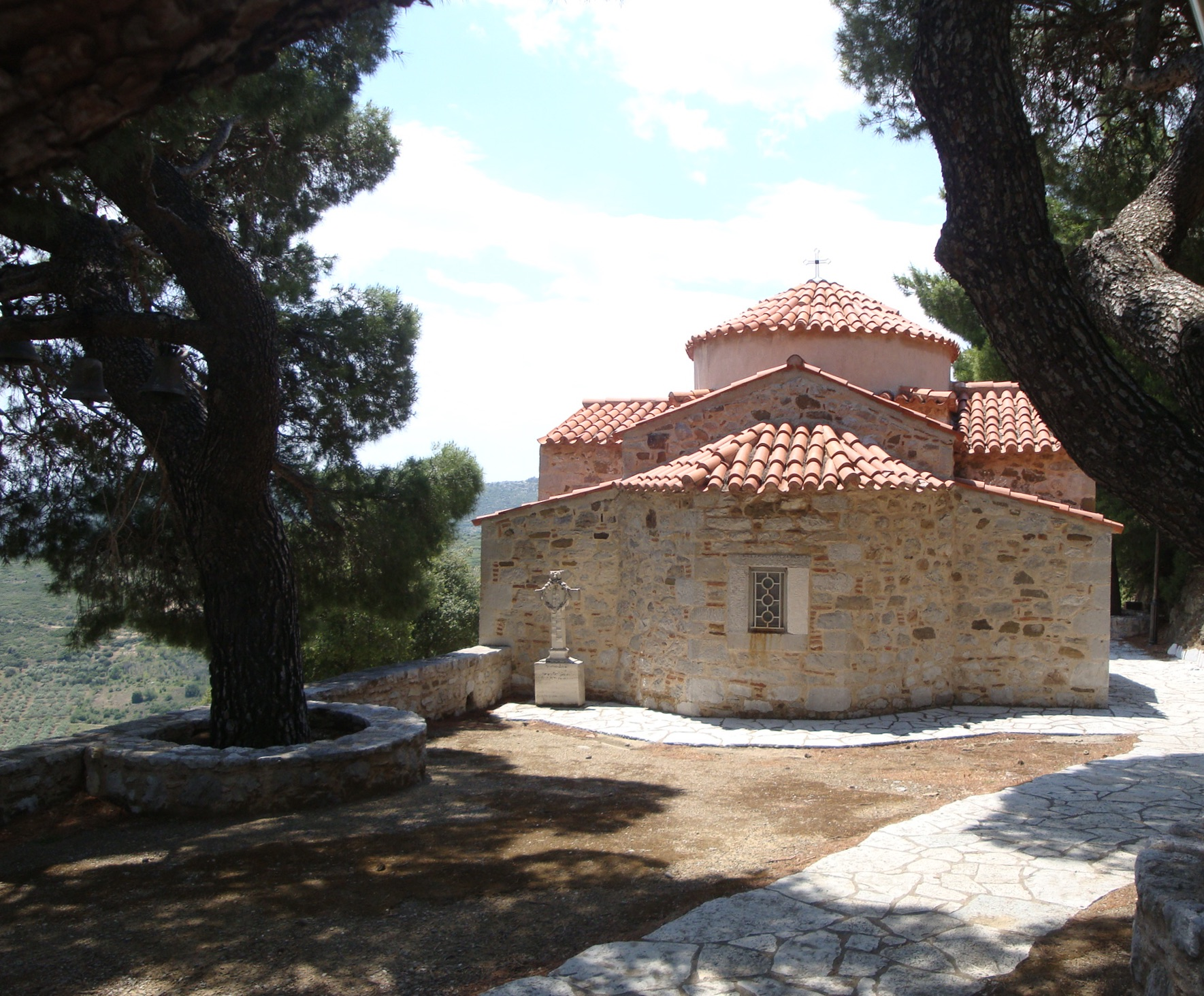
Façade arrière de la chapelle.

### En France et en Belgique
Son culte semble avoir été rapporté de Grèce au XVIe ou au XVIIe siècle, avec une implantation spécifique dans le Nord de la France (région picarde) et en Belgique.
Toutefois, saint Charalampe n'est pas un des saints les plus célèbres de la région.
Il est honoré dans la province de Hainaut en Belgique à Neufmaison, dans l'église Saint-Martin, et à Wadelincourt où se trouve une statue en bois polychrome du XVIIIe siècle. Des reliques du saint sont conservées dans un petit reliquaire. Une confrérie Saint Charalampe a existé à partir de 1687 bénéficiant d'indulgences accordées par le pape Innocent XI.
Saint Charalampe est invoqué contre les maladies infectieuses, traditionnellement de la peste et du choléra. Aujourd'hui, les orthodoxes s'adressent volontiers à lui durant toutes formes d'épidémies. Il protège également le bétail de la maladie. C'est sans doute pour cela que dans l'iconographie occidentale, il est parfois montré en compagnie d'un bœuf et marchant sur du verre pilé.

### En Bulgarie
En Bulgarie, une tradition l'associe au miel, à la fois pour protéger les abeilles et les hommes de la maladie, initialement de la peste. Aussi, il est coutume d’emporter à l’église un pot de miel de la nouvelle récolte pour le faire bénir à la Saint Charalampe. Le jour est mieux connu dans le calendrier folklorique sous le nom de Chuminden. Le miel béni peut être consommé en cas de nécessité et déposé sur le front des enfants pour les protéger.